# 阪上貞信
阪上 貞信（さかがみ さだのぶ、1875年5月6日 - 1932年5月14日）は、日本の政治家。衆議院議員（1期）。

## 経歴
山口県出身。1897年、明治法律学校及び東京法学院卒。朝鮮江景、群山各日本人居留民団長、群山土地組合長、同土地組合連合組合評議員、同商業会議所特別議員、鮮南勧業(株)社長、京南鉄道(株)専務取締役となる。
1917年の第13回衆議院議員総選挙において山口県郡部から立憲政友会公認で立候補したが落選。1920年の第14回衆議院議員総選挙において山口3区から立候補して当選する。衆議院議員を1期務めた。1924年の第15回衆議院議員総選挙に立候補しなかった。1932年死去。